# Patrick Pilet
Pour les articles homonymes, voir Pilet.
Patrick Pilet, né le 8 octobre 1981 à Auch, est un pilote automobile français. Depuis 2008, il est un pilote officiel de la marque Porsche.

## Carrière
- 2000 : Formule France, 5e
- 2001 : Formule France, Champion

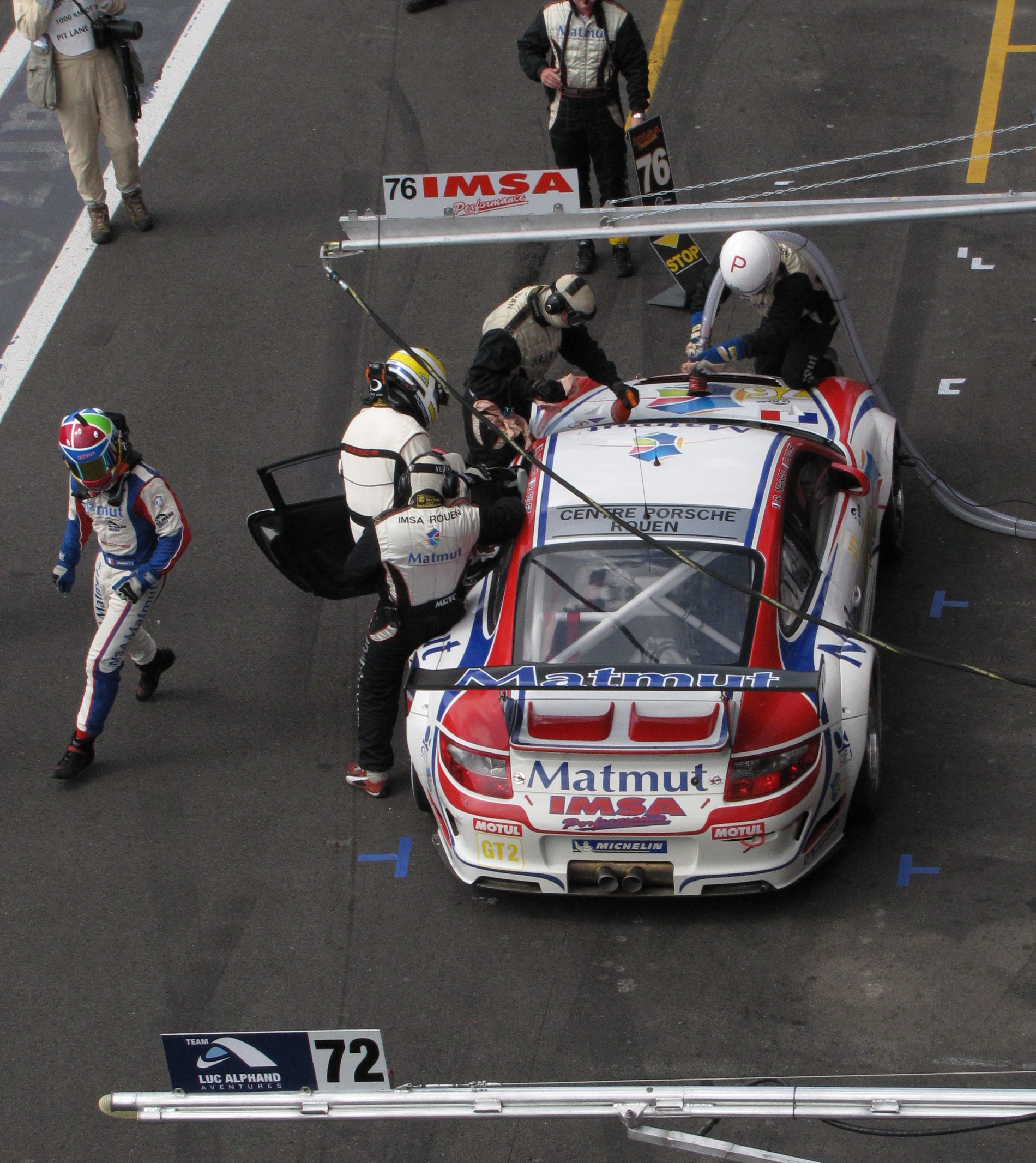
La Porsche d'IMSA Performance à Spa en 2009.

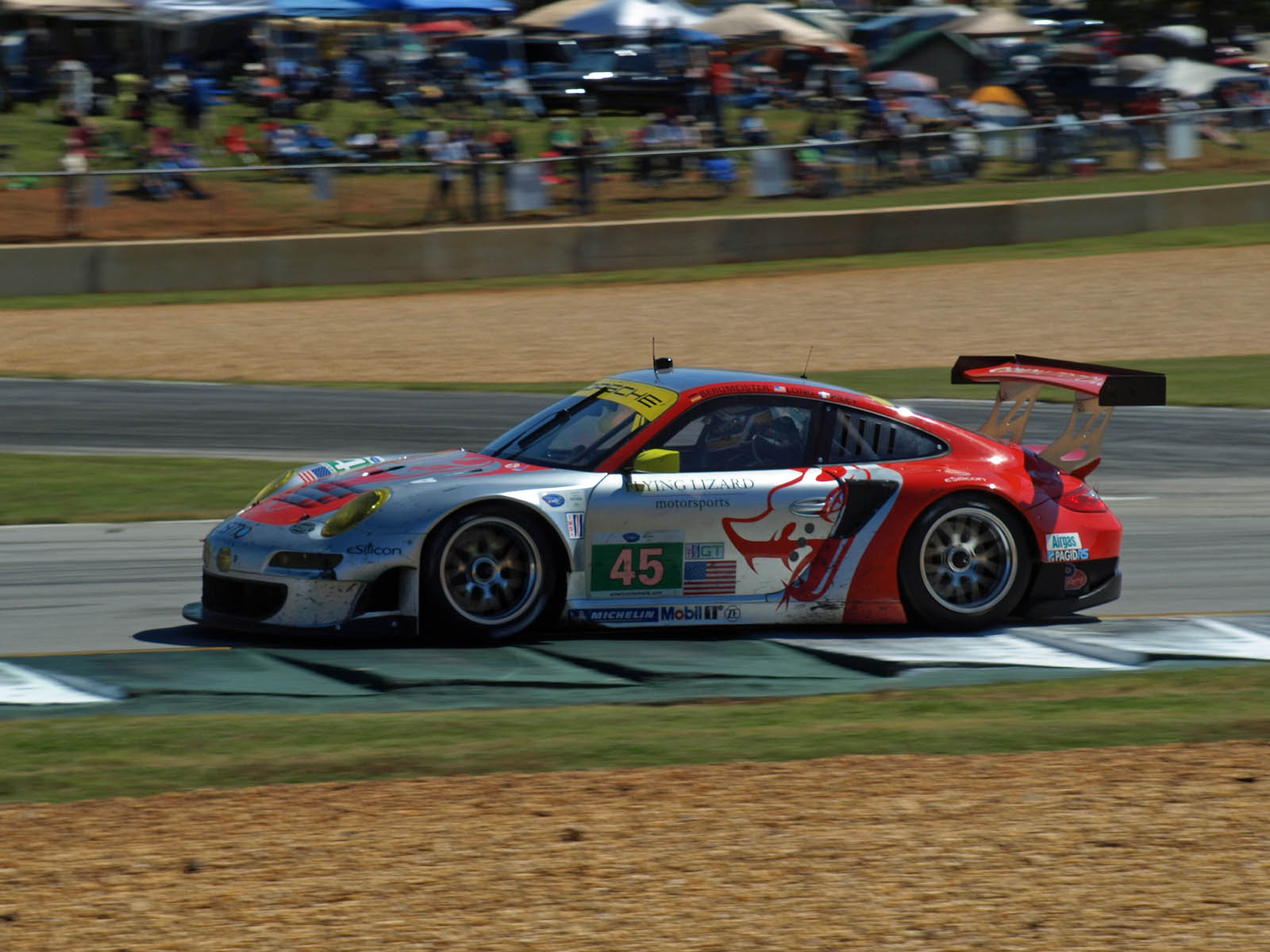
Petit Le Mans 2012

- 2002 : Championnat de France de Formule Renault, 6e
- 2003 : Championnat de France de Formule Renault, 2e
- 2004 : Championnat de France de Formule Renault, Champion - Eurocup Formule Renault, 9e
- 2005 : World Series by Renault, 11e
- 2006 : World Series by Renault, 21e
- 2007 : Porsche Carrera Cup France, Champion
- 2008 : American Le Mans Series, catégorie GT2, 3e
- 2009 : International GT Open, 3e (6 victoires)
  - Le Mans Series, catégorie GT2, 6e
- 2010 : International GT Open, 4e (4 victoires)
  - Le Mans Series, catégorie GT2, 5e
  - Vainqueur des 24 Heures de Dubaï
- 2011 : Le Mans Series, catégorie GT2, 6e
  - 24 heures du Mans, catégorie GTE Pro, 5e
- 2012 : International GT Open, 6e (1 victoire)
  - 24 heures du Mans, catégorie GTE Am, 4e

## Palmarès
- Champion de Formule France en 2001
- Champion de France de Formule Renault en 2004
- Vainqueur de la Porsche Carrera Cup France en 2007
- Vainqueur des 24 Heures de Dubaï en 2010
- Vainqueur de la catégorie GTLM des 24 Heures de Daytona en 2014
- Vainqueur du Petit Le Mans en 2015
- Vainqueur des 24 Heures du Nürburgring en 2018

## Palmarès aux 24 Heures du Mans
| Année | Équipe                    | Équipiers                         | Voiture                   | Catégorie | Tours | Résultat général | Résultat de catégorie |
| ----- | ------------------------- | --------------------------------- | ------------------------- | --------- | ----- | ---------------- | --------------------- |
| 2009  | IMSA Performance Matmut   | Raymond Narac Patrick Long        | Porsche 911 GT3 RSR (997) | GT2       | 265   | Abandon          | Abandon               |
| 2010  | IMSA Performance Matmut   | Raymond Narac Patrick Long        | Porsche 911 GT3 RSR (997) | GT2       | 321   | 17e              | 5e                    |
| 2011  | IMSA Performance Matmut   | Raymond Narac Nicolas Armindo     | Porsche 911 GT3 RSR (997) | GTE Pro   | 311   | 17e              | 5e                    |
| 2012  | Flying Lizard Motorsports | Seth Neiman Spencer Pumpelly      | Porsche 911 GT3 RSR (997) | GTE Am    | 313   | 27e              | 4e                    |
| 2013  | Porsche AG Team Manthey   | Jörg Bergmeister Timo Bernhard    | Porsche 911 RSR (991)     | GTE Pro   | 315   | 16e              | 2e                    |
| 2014  | Porsche AG Team Manthey   | Jorg Bergmeister Nick Tandy       | Porsche 911 RSR (991)     | GTE Pro   | 309   | 36e              | 7e                    |
| 2015  | Porsche Team Manthey      | Frédéric Makowiecki Wolf Henzler  | Porsche 911 RSR (991)     | GTE Pro   | 14    | Abandon          | Abandon               |
| 2016  | Porsche Team Manthey      | Kévin Estre Nick Tandy            | Porsche 911 RSR (991)     | GTE Pro   | 135   | Abandon          | Abandon               |
| 2017  | Porsche GT Team           | Richard Lietz Frédéric Makowiecki | Porsche 911 RSR           | GTE Pro   | 339   | 20e              | 4e                    |
| 2018  | Porsche GT Team           | Nick Tandy Earl Bamber            | Porsche 911 RSR           | GTE Pro   | 334   | 27e              | 10e                   |
| 2019  | Porsche GT Team           | Nick Tandy Earl Bamber            | Porsche 911 RSR           | GTE Pro   | 342   | 22e              | 3e                    |